# Iàbloko
El Partit Democràtic Unit Rus Iàbloko (en rus: Росси́йская Демократи́ческая Па́ртия "Я́блоко"; transliteració: Rossíyskaya Demokratícheskaya Pártiya "Yábloko") és un partit polític socioliberal i europeista de Rússia fundat per Grigori Yavlinski, que fou vicepresident honorari de la Internacional Liberal. Tot i que va mantenir representació a la Duma Estatal des de la seva fundació al 1993, des del 2007 és una formació extraparlamentària.

## Història
Els inicis del partit es remunten a principis dels anys noranta, originàriament establerta el 1993 a partir del bloc electoral per a les eleccions legislatives del mateix any Yavlinsky-Boldyrev-Lukin, que formaven l'acrònim Iàbloko, literalment poma en rus. El bloc incloïa diversos partits polítics: el Partit Republicà, el Partit Socialdemòcrata i la Unió Democràtica Cristiana Russa - Nova Democràcia.
El bloc Iàbloko a les eleccions de 1993 va rebre finalment el 7,86% dels vots i 27 escons, formant grup propi a la Duma. El gener de 1995 es va transformar en una associació pública després de celebrar un congrés fundacional. Yavlinsky es va convertir en el cap del consell central. Ja durant aquest període hi va haver alguns canvis en la direcció. L'any 1994 una part dels representants del Partit Republicà, encapçalats per Vladimir Lysenko, van abandonar el bloc. Al mateix temps, el Partit del Centre Regional de Sant Petersburg es va unir com a organització regional. El setembre de 1995, a causa de desacords sobre algunes qüestions fonamentals, el fundador Yury Boldyrev també va abandonar l'associació.
En aquest primer període Iàbloko es va erigir com a oposició democràtica al govern de Ieltsin, refusant entrar-hi malgrat els oferiments i criticant les polítiques del President, com les privatitzacions massives o el conflicte a Txetxènia, fins al punt de votar a favor de la seva destitució al 1999. Després de la seva dimissió, la majoria del grup parlamentari va votar a favor del nomenament de Vladimir Putin (18 a favor, 8 en contra, 4 abstencions i 15 absents), mantenint l'oposició al govern de Rússia Unida.
El desembre de 2001 finalment es van constituir com a partit, registrats oficialment el 26 d'abril de 2002. L'any següent Iàbloko obtindria uns mals resultats a les eleccions legislatives, perdent la representació per llistes de partit al no arribar al llindar del 5%, només quatre candidats van passar per circumscripcions d'un sol mandat.
A les eleccions de 2007 el partit perdria definitivament tota representació a la Duma Estatal, situació que s'ha mantingut fins a les eleccions de 2021, en les quals rebria els pitjors resultats de la seva història amb un 1.34% dels vots, el que va despertar crítiques internes.

## Resultats electorals

### Eleccions presidencials
| Any  | Candidat                   | 1a volta                   | 1a volta                   | 2a volta                   | 2a volta                   | Resultat                   |
| Any  | Candidat                   | Vots                       | %                          | Vots                       | %                          | Resultat                   |
| ---- | -------------------------- | -------------------------- | -------------------------- | -------------------------- | -------------------------- | -------------------------- |
| 1996 | Grigory Yavlinsky          | 5,550,752                  | 7.34                       |                            |                            | Derrota                    |
| 2000 | Grigory Yavlinsky          | 4,351,452                  | 5.80                       |                            |                            | Derrota                    |
| 2004 | No van nominar candidat    | No van nominar candidat    | No van nominar candidat    | No van nominar candidat    | No van nominar candidat    | No van nominar candidat    |
| 2008 | Suport a Vladimir Bukovsky | No admesos a les eleccions | No admesos a les eleccions | No admesos a les eleccions | No admesos a les eleccions | No admesos a les eleccions |
| 2012 | Grigory Yavlinsky          | No admesos a les eleccions | No admesos a les eleccions | No admesos a les eleccions | No admesos a les eleccions | No admesos a les eleccions |
| 2018 | Grigory Yavlinsky          | 769,644                    | 1.05                       |                            |                            | Derrota                    |
| 2024 | No van nominar candidat    | No van nominar candidat    | No van nominar candidat    | No van nominar candidat    | No van nominar candidat    | No van nominar candidat    |

### Eleccions legislatives
| Any  | Líder             | Resultats | Resultats | Resultats | Resultats | Pos. | Govern            |
| Any  | Líder             | Vots      | %         | Escons    | +/–       | Pos. | Govern            |
| ---- | ----------------- | --------- | --------- | --------- | --------- | ---- | ----------------- |
| 1993 | Grigory Yavlinsky | 4,233,219 | 7.86      | 27 / 450  | Nou       | 5è   | Oposició          |
| 1995 | Grigory Yavlinsky | 4,767,384 | 6.89      | 45 / 450  | 18        | 4t   | Oposició          |
| 1999 | Grigory Yavlinsky | 3,955,611 | 5.93      | 20 / 450  | 25        | 5è   | Oposició          |
| 2003 | Grigory Yavlinsky | 2,610,087 | 4.30      | 4 / 450   | 16        | = 5è | Oposició          |
| 2007 | Grigory Yavlinsky | 1,108,985 | 1.59      | 0 / 450   | 4         | 6è   | Extraparlamentari |
| 2011 | Sergey Mitrokhin  | 2,252,403 | 3.43      | 0 / 450   | =         | 5è   | Extraparlamentari |
| 2016 | Emilia Slabunova  | 1,051,335 | 1.99      | 0 / 450   | =         | 6è   | Extraparlamentari |
| 2021 | Nikolay Rybakov   | 753,280   | 1.34      | 0 / 450   | =         | 7è   | Extraparlamentari |